# ティエウカン県
ティエウカン県（ティエウカンけん、ベトナム語：Huyện Tiểu Cần / 縣小芹?）は、ベトナム社会主義共和国チャーヴィン省の県。面積は220km²、人口は59,034人（2019年）である。

## 行政区画
2市鎮9社から構成される。